# Große Kugelform

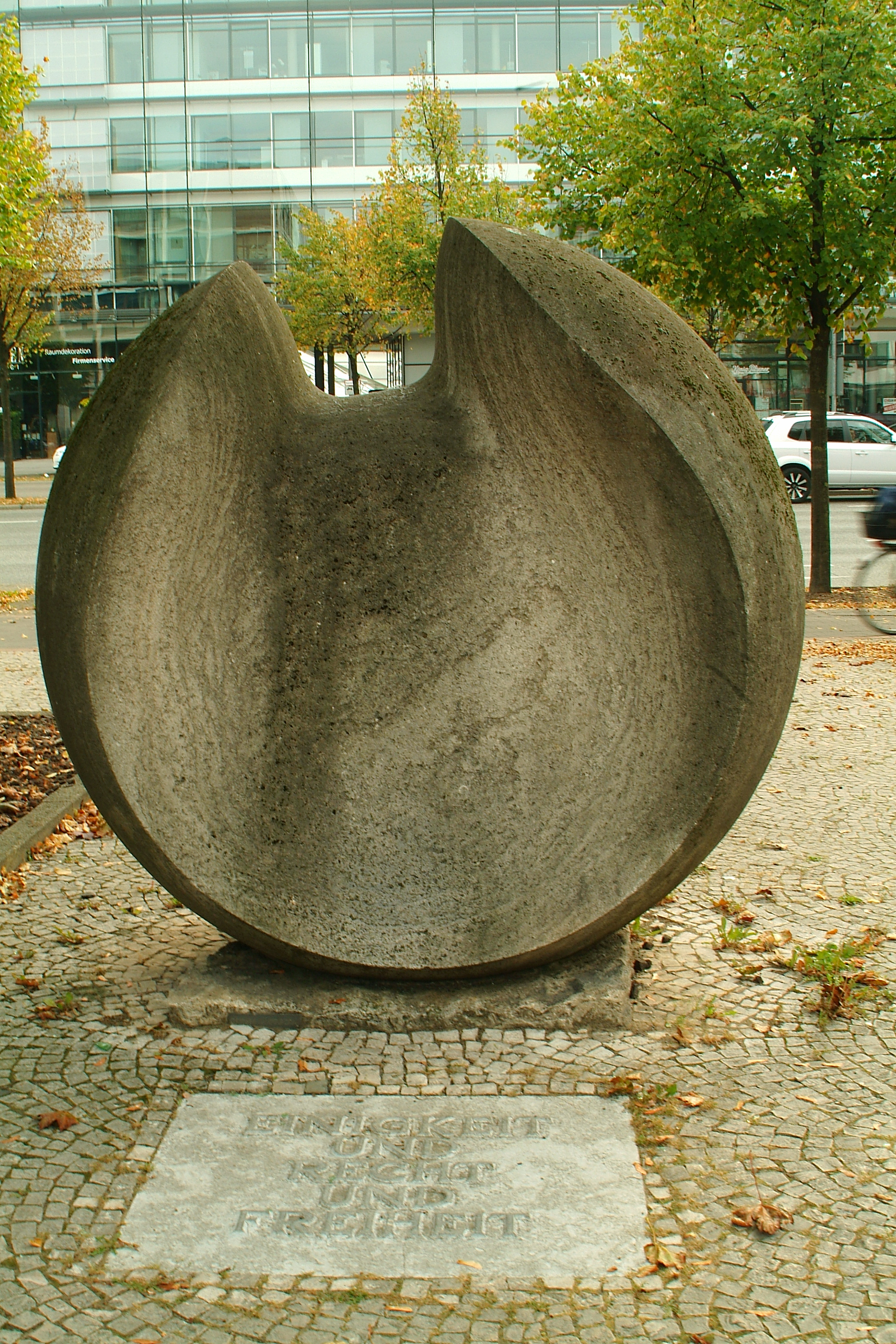
Die Große Kugelform von Karl Hartung am Friedrichswall, mit der Bodenplatte „Einigkeit und Recht und Freiheit“

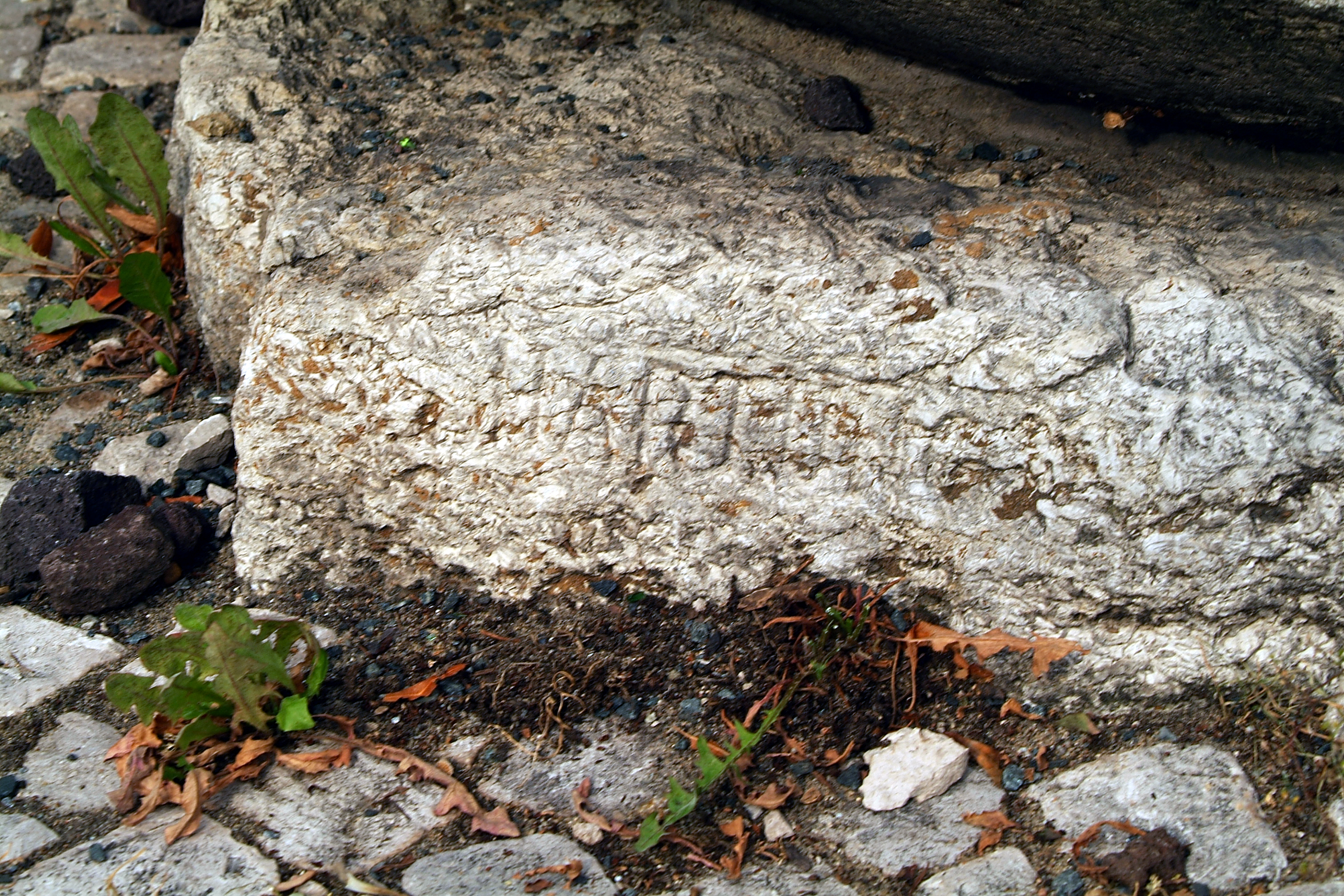
Künstlersignatur am Sockel der Plastik

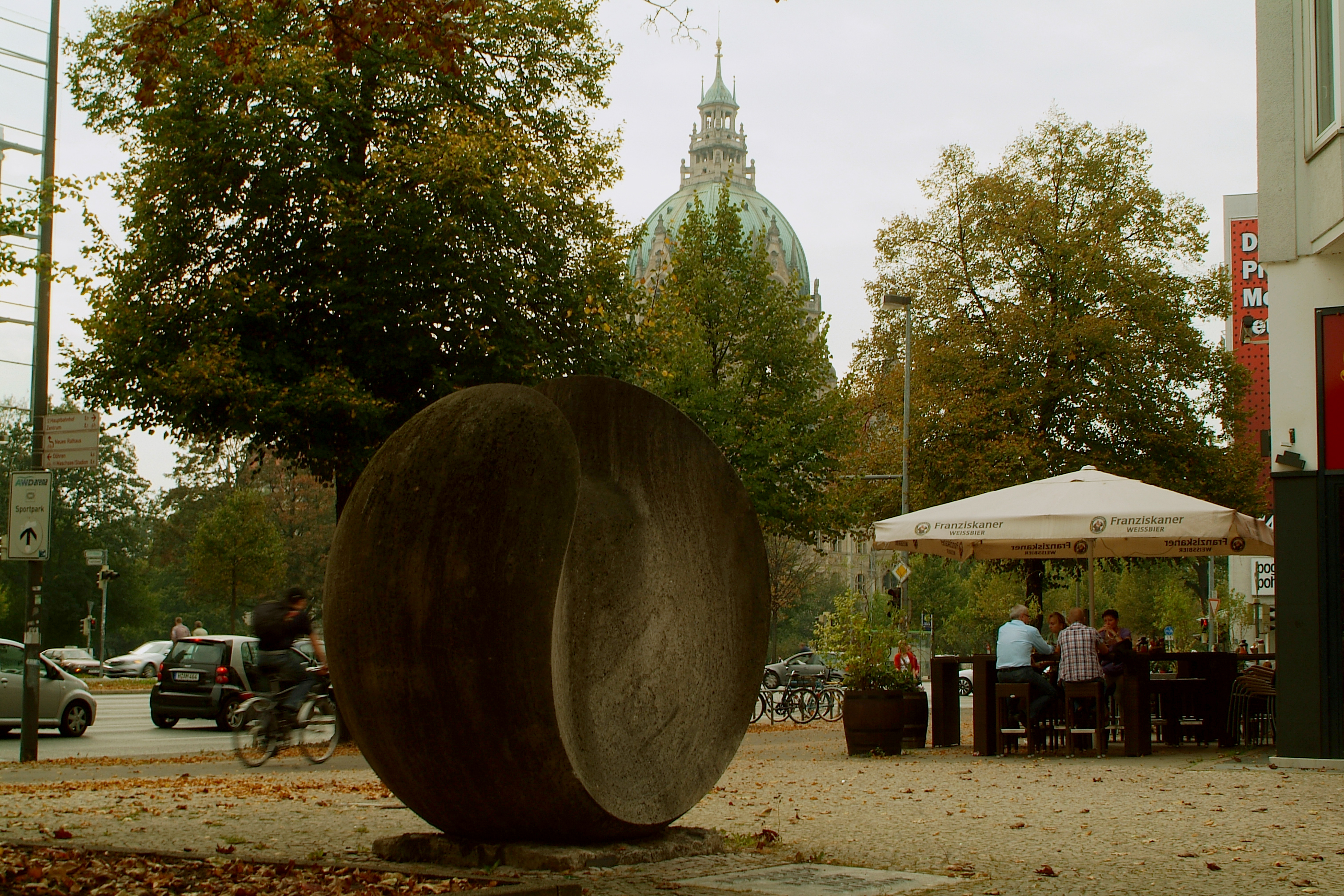
Blick Richtung Neues Rathaus

Die Große Kugelform des Bildhauers Karl Hartung in Hannover gilt als eine der ersten abstrakten Plastiken in Deutschland, die im Zuge des Wiederaufbaus als Kunst im öffentlichen Raum aufgestellt wurden. Die Skulptur wurde im Einvernehmen mit dem Künstler dem geteilten Deutschland gewidmet und steht als Symbol für den damaligen Wunsch nach Wiedervereinigung. Der Standort der 189 cm hohen Skulptur aus Muschelkalk ist heute an der Ecke Friedrichswall/Georgswall nahe dem Aegidientorplatz.

## Geschichte
Karl Hartung entwarf die Große Kugelform bereits 1950, sie wurde jedoch erstmals „1956 während einer Ausstellung vor dem Berlin-Pavillon auf dem Messegelände [in Hannover] gezeigt“. Nach dem Ankauf durch die Stadt Hannover wurde die Figur anfangs vor der seinerzeit neu erbauten Realschule Werner-von-Siemens Hannover am Welfenplatz aufgestellt. Die Skulptur war nicht nur die erste abstrakte im öffentlichen Raum nach dem Wiederaufbau in Hannover, sondern „wahrscheinlich in Deutschland überhaupt“.
Als gegen Ende der 1950er Jahre der Wunsch, „vor allem der Jugend, nach einem Symbol für das geteilte Deutschland“ immer drängender wurde, suchte die Stadt nach einer geeigneten Lösung. Dabei fanden die Möglichkeiten der seinerzeit häufig gewählten, ja beinahe zur Routine gewordenen Ewigen Feuer jedoch keinen Gefallen. In Absprache mit Karl Hartung wurde daher die Große Muschelform als einfaches, aber überzeugendes Sinnbild für die Teilung Deutschlands umgewidmet und an sehr viel publikumswirksamerer Stelle  1959 am Aegidientorplatz aufgestellt. Zusätzlich wurde vor die Figur eine Steinplatte mit dem Gelöbnis der Deutschen gelegt:

„Einigkeit und Recht und Freiheit“